# Tracy Chapman
Tracy Chapman (Cleveland, Ohio, 1964. március 30. –) négyszeres Grammy-díjas amerikai zeneszerző, énekesnő. Legismertebb számai a Fast Car, Talkin' Bout a Revolution, Baby Can I Hold You, Crossroads, Give Me One Reason és a Telling Stories.

## Életpályája
Már gyermekként elkezdett gitározni és dalokat írni. Középiskolai és egyetemi tanulmányait a A Better Chance alapítvány támogatta. Egyetemi tanulmányait a massachusettsi Tufts University-n végezte, ahol 1986-ban diplomázott néprajz és afrikanisztika szakon.

## Zenei pályafutása
Alsóéves egyetemista korában utcazenéléssel próbálkozott, kávéházakban lépett fel.
Később az egyetemi rádióban vett fel számokat és a bostoni folkzenészek körében szerzett ismertséget.
1986-ban leszerződött az Elektra Records kiadóhoz, és megjelent első albuma (Tracy Chapman). A lemez sikeres, Tracy turnézni kezdett, ismertsége és népszerűsége növekedett.
Az igazi áttörést a Nelson Mandela 70-ik születésnapjára szervezett televíziós koncerten való részvétele hozta meg. A koncert után két nap alatt 12.000 lemeze fogyott el, a Fast Car c. szám megjelent az amerikai slágerlistákon, a Tracy Chapman album platinalemez lett és négy Grammy-díjat nyert.
1988-ban az Amnesty International emberi jogokért szervezett Human Rights Now! koncertkörútján már kiemelt előadó volt.
A következő album (Crossroads 1989) kevésbé volt sikeres, Tracy népszerűsége alábbhagyott. Az 1992-ben megjelenő Matters of the Heart már egy kisebb, de  odaadó rajongótábornak szólt. 1996-ban jelent meg a következő album (New Beginning), amelyről a Give Me One Reason átütő siker lett és elnyerte a legjobb rockdal Grammy-díját. A soron következő album (Telling Stories, 2000) főleg Európában volt népszerű. Hatodik albuma 2002-ben jelent meg, Let It Rain címmel, amelyet 2003-ban amerikai és európai koncertkörút követett. 2005-ben jelent meg hetedik stúdióalbuma, a Where You Live, amellyel Európában és Amerika jelentősebb nagyvárosaiban turnézott.
Az 1990-es évek közepén Alice Walker írónő volt a partnere.

## Lemezei
- 1988 – Tracy Chapman (US #1, UK #1)
  - "Fast Car" – US 6; UK 5 (88 > 73 > 46 > 26 > 10 > 7 > 5 > 7 > 12 > 18 > 30 > 50 > 61 | 13 héten át)
  - "Talkin' 'Bout A Revolution" – US 75 [24 – US Modern Rock]; UK 85 (90 > 85 > 86 | 3 hétig)
  - "Baby, Can I Hold You?" – US 48; UK 94 (100 > 94 | 2 hét)
- 1989 – Crossroads (UK #1)
  - "Crossroads" – US 7 (Modern Rock chart);  UK 61 (69 > 61 > 75 | 3 hétig)
  - "Subcity"
  - "All That You Have Is Your Soul"
- 1992 – Matters of the Heart (UK #19)
  - "Bang Bang Bang"
  - "Dreaming On A World"
- 1995 – New Beginning
  - "Give Me One Reason" – US 3
  - "New Beginning"
  - "Smoke and Ashes"
  - "The Promise"
- 2000 – Telling Stories
  - "Telling Stories"
- 2001 – Collection (best of album) (UK #3)
  - "Baby, Can I Hold You?"
- 2002 – Let It Rain (UK #36)
  - "You're the One"
  - "Another Sun"
- 2005 – Where You Live (US #49)
  - "Change" – UK 89
  - "America"
- 2008 – Our Bright Future (US #57)
  - "Our Bright Future"
  - "Thinking of You"